# Hensies
Hensies (in piccardo Inzî) è un comune belga di 6 731 abitanti, situato nella provincia vallona dell'Hainaut.